# Gionatha Spinesi
Gionatha Spinesi (ur. 9 marca 1978 roku w Pizie) – włoski piłkarz występujący na pozycji napastnika. 

## Kariera klubowa
Gionatha Spinesi swoją piłkarską karierę rozpoczynał w zespole Pisa Calcio. W listopadzie 1995 roku dołączył do Interu Mediolan, jednak w barwach "Nerazzurrich" nie rozegrał ani jednego spotkania. W styczniu 1997 roku Spinesi podpisał kontrakt z drużyną Castel di Sangro, która występowała wówczas w rozgrywkach drugiej ligi. Sezon 1998/1999 Włoch rozpoczął jako piłkarz pierwszoligowego AS Bari. Dla tego zespołu Spinesi przez sześć lat rozegrał 125 ligowych pojedynków i zdobył 52 bramki. W Bari grał przez sześć lat – pierwsze 3 spędził w Serie A (9 goli), kolejne trzy w Serie B (43 bramki).
Następnie Spinesi trafił do drugoligowego AC Arezzo. W sezonie 2004/2005 zdobył 22 gole w 39 spotkaniach drugiej ligi i został najlepszym strzelcem rozgrywek, dzięki czemu wzbudził zainteresowanie kilku innych klubów. Ostatecznie w 2005 roku podpisał kontrakt z Calcio Catania, z którą już w drugim sezonie występów awansował do Serie A. W pierwszej lidze zarówno Spinesi jak i jego drużyna radzili sobie nadspodziewanie dobrze, a Włoch z 17 trafieniami na koncie należał do czołówki strzelców ligi. W sezonie 2007/2008 włoski Spinesi zdobył 7 goli w 32 meczach, natomiast w kolejnych rozgrywkach w 8 występach nie zanotował ani jednego trafienia.
W 2009 roku kontrakt Spinesiego z Catanią wygasł i Włoch został wolnym zawodnikiem. Później przeszedł do Valle del Giovenco występującego w Serie C1.

## Kariera reprezentacyjna
25 marca 1998 roku w meczu z Maltą Spinesi zadebiutował w reprezentacji Włoch do lat 21. 25 kwietnia 2000 roku strzelił 2 bramki w zwycięskim 2:0 pojedynku przeciwko Czechom. Łącznie dla zespołu do lat 21 Spinesi zanotował 8 spotkań i 5 goli, w 1996 roku rozegrał 1 mecz dla zespołu do lat 18.